# لاري دالي لي
لاري دالي لي (بالإنجليزية: Larry Dale Lee)‏ هو صحفي أمريكي، ولد في 16 أكتوبر 1958 في روكفورد في الولايات المتحدة، وتوفي في 28 ديسمبر 1999 في غواتيمالا في غواتيمالا.